# Мануель Орібе
Мануель Сеферіно Орібе-і-Віана (ісп. Manuel Ceferino Oribe y Viana; 26 серпня 1792, Монтевідео — 12 листопада 1857) — герой визвольного руху народів Ріо-де-ла-Плати, соратник Хосе Хервасіо Артігаса. Другий президент Східної республіки Уругвай, самопроголошений голова уряду Серріто за часів громадянської війни.

## Біографія
Мануель Орібе-і-Віана був сином капітана Франциско Орібе; матір'ю Мануеля була Марія Франциска Віана, нащадок першого іспанського губернатора Монтевідео, баска Хосе Хоакіна де Віани. Мануель був братом Марії Хосефи Франсіско Орібе-і-Віани й Ігнасіо Орібе.
На початку війни за незалежність в Ріо-де-ла-Плата Мануель Орібе вступив на службу до лав прихильників незалежності в якості волонтера.
Бойове хрещення Мануеля Орібе відбулося в битві при Черріто 31 грудня 1812 року під час другої облоги Монтевідео, що завершилася перемогою патріотів. Разом з Хосе Артігасом Орібе брав участь у спротиві вторгненню португальсько-бразильських військ 1816 року. Наприкінці 1817 року, коли Монтевідео вже був у руках португальців, Мануель Орібе, його брат Ігнасіо Орібе та полковник Руфіно Бауза залишили Східний Берег Ріо-де-Ла-Плати та привели до Буенос-Айреса батальйон вільновідпущеників з артилерійським дивізіоном.
Вважається, що саме з тих пір і бере свій початок неприязнь Орібе, який пішов на захід, до Рівери, який залишився на сході та пішов на службу до португальського командувача Лекору.

### Перший період у Буенос-Айресі
У Буенос-Айресі Орібе разом з Сантьяго Васкесом та іншими вихідцями зі Східної смуги створили таємне «Товариство кабальєрос зі Сходу» (Sociedad de los Caballeros Orientales). Так склалися два політичних угруповання, що згодом оформилися в політичні партії: ті, хто приєдналися до Орібе, згодом сформували Національну партію, а ті, що приєднались до Рівери, сформували партію Колорадо.

### Повернення в Монтевідео
1821 року Орібе повернувся до Монтевідео. Саме в той час серед португальсько-бразильських сил почався розкол: одні підтримували регента Педру, який поводився все більш незалежно, інші залишалися відданими королю Жуану VI. Роялісти спробували залучити на свій бік вихідців з Об'єднаних провінцій Ріо-де-ла-Плати, й Орібе встав на бік генерала-рояліста Алвару да Коста, який продовжував утримувати Монтевідео, в той час як генерал Лекор, губернатор провінції Сісплатина, розмістився в Канелонесі та підтримав Педру.
Коста не мав намірів триматись до останнього (особливо після того, як Бразилія проголосила незалежність, і стало зрозуміло, що Португалія не вестиме проти неї війну), й у лютому 1824 року відплив зі своїми військами до Лісабона, покинувши тих місцевих, хто підтримував його, напризволяще. Орібе та його люди, усвідомлюючи, що їх очікує, якщо вони потраплять до рук Лекора, знову вирушили в Буенос-Айрес. Лекор і Рівера вступили до Монтевідео без єдиного пострілу в останній день лютого 1824 року та зажадали, щоб місцева влада присягнули на вірність бразильському імператорові Педру I.

### Другий період у Буенос-Айресі
Центром «Оріенталес» (тобто вихідців зі Східної смуги) в Буенос-Айресі став район Барракас, керував яким був Педро Трапані. Великі скотопромисловці Буенос-Айреса (в тому числі Бернардіно Рівадавія та Хуан Мануель де Росас) були стурбовані тим, що бразильці почали конфіскацію власності тих, хто підтримував антібразильський рух у Східній смузі, а також тим, що худоба з Сісплатини почала витісняти буенос-айреську на м'ясокомбінатах в Ріу-Гранді-ду-Сул. Росас став одним з головних фінансистів й організаторів визвольного походу на схід; підтримку Орібе також надав Хосе де Сан-Мартін (американські демократи розглядали бразильського імператора як типового європейського монарха старого зразка, котрий уособлював все погане в Старому Світі, проти чого вони свого часу повстали). Метою планованої експедиції було возз'єднання Східної провінції, що стала бразильським штатом Сісплатина, з Об'єднаними провінціями Південної Америки.

### Тридцять три Орієнтальці
У ніч на 19 квітня 1825 року невелика група людей, серед яких були Мануель Орібе та Хуан Антоніо Лавальєха, висадилися на східному березі річки Уругвай на пляжі Аграсіада, де встановили Прапор Тридцяти трьох Оріенталців. Рушивши вглиб країни та піднімаючи дорогою народ проти бразильської влади, вони 20 травня 1825 року прибули до Монтевідео.
14 червня 1825 в містечку Флорида зібрався Флоридський конгрес, який 25 серпня проголосив незалежність Східної провінції від Бразилії та її входження до складу Об'єднаних провінцій Ріо-де-ла-Плати. 19 вересня 1825 року Орібе отримав звання підполковника, а після битви при Саранді 12 жовтня отримав звання полковника.
10 грудня 1825 року Бразилія оголосила війну Об'єднаним провінціям. 1 січня 1826 року Об'єднані провінції оголосили війну Бразилії. Так почалася Аргентино-бразильська війна, підсумком якої стало утворення незалежного Уругваю. У тій війні Орібе відзначився, розгромивши 9 лютого 1826 року потужну бразильську колону в битві при Серра, та здобувши перемогу 20 лютого 1827 року в битві при Ітусаїнго.

### У незалежному Уругваї
Відповідно до попередньої мирної конвенції 1828 року колишня Сісплатина стала Східною республікою Уругвай. Головою держави став Фруктуосо Рівера, який основну частину часу проводив у заснованому ним 1821 року місті Дурасно. Він оточив себе клікою, відомою як «П'ять братів» (Лукас Обес та його брати). Це спричинило дві спроби повстання під керівництвом Хуана Антоніо Лавальєхи — 1832 та 1834 років — які було легко придушено.
Попри те, що Орібе вважався залежним від угруповання Лавальєхи, він не брав участі у тих повстаннях та робив нормальну військову кар'єру. 9 жовтня 1833 року його призначили міністром армії та флоту, а 24 лютого 1835 став бригадним генералом. Парадоксально, що Рівера сам висунув кандидатуру Орібе як свого наступника на президентських виборах, що відбулись 1 березня 1835 року.

### Перше президентство
Націоналістична історіографія зазвичай критикує перше президентство Рівери, вважаючи його прикладом адміністративної неефективності в порівнянні з першим президентством Орібе. Однак вони діяли за абсолютно різних умов. Каденція Рівери припала на період дії Попередньої мирної угоди 1828 року, що дозволяла втручання аргентинських або бразильських військ у разі, якщо уряди цих країн розцінюватимуть політичну ситуацію в Уругваї такою, що загрожує їхнім інтересам. 1835 року термін дії Угоди закінчився, і настав час набуття повної чинності Конституцією 1830 року, яка до того практично не діяла.
У липні 1836 року Рівера спробував підбурити збройний заколот, однак до 19 вересня його було придушено, й Рівера втік до Бразилії. Там тим часом почалася революція Фаррапус, а Рівера приєднався до сил республіки Ріу-Гранді, серед яких були деякі його колишні соратники за португальською армією (у тому числі Бенту Голсалвіс да Сілва).
За допомогою ріу-грандійских військ Рівера 1837 року вторгся до Уругваю та 1838 року взяв країну під свій контроль. Орібе був змушений знову тікати до Буенос-Айреса.

### Третій період у Буенос-Айресі
Генерал-капітан Буенос-Айреса, федераліст Хуан Мануель де Росас, діяльно підтримав Орібе як законного президента Уругваю, в результаті чого громадянська війна в Уругваї злилася з подіями в Аргентині в єдиний американський конфлікт. 1840 та 1841 року Орібе бився проти Коаліції Півночі. Після того, як взятого в полон губернатора північної провінції Тукуман Марко Авельянеду було за його наказом обезголовлено, а насаджена на спис голова була виставлена на загальний огляд, аргентинські опозиціонери та їхні союзники з уругвайської партії «Колорадо» почали зображати Орібе м'ясником та вбивцею, подібним до Росаса. Наприкінці 1842 року Орібе розбив Ріверу, який прийшов на допомогу аргентинським опозиціонерам, і той був змушений через Сальто терміново відступити до Монтевідео, де, формально передавши владу Хоакіну Суаресу, зайнявся набором нової армії.

### Велика облога Монтевідео
Отримавши звістку про розгром Рівери, до Монтевідео почали швидко збиратись війська з іммігрантів і створювати запаси; оборону очолили аргентинець Хосе Марія Пас і уругваєць Мельчор Пачеко-і-Обес. 16 жовтня 1843 року війська Орібе почали облогу Монтевідео, що тривала вісім років. Розмістивши свою ставку в Серріто, Орібе почав керувати країною, наче нічого й не сталося від 1838 року: там діяв парламент, призначалися міністри та видавалися закони; в руках прихильників Рівери залишалися лише Монтевідео та Колонія-дель-Сакраменто. Свої дії Орібе базував на Конституції 1830 року.
1845 року Росас запропонував Орібе скасувати Конвенцію 1828 року та возз'єднати Уругвай з Аргентиною. Орібе не бажав приймати рішення самостійно, тому він передав питання на розгляд парламентської комісії, яка його забалакала.
Після того, як революція 1848 року у Франції повалила монархію Луї-Філіппа, який підтримував уряд в Монтевідео, військово-політична ситуація в районі Ла-Плати змінилася. 1850 року посол президента Франції Луї-Наполеона Лепредур підписав мирну конвенцію з аргентинським міністром закордонних справ Феліпе Араною. Після того уряд у Монтевідео в останній надії звернувся по допомогу до імператора Бразилії й до головного аргентинського опонента Росаса — Хусто Хосе де Уркіси.
У серпні 1851 року Уркіса повстав проти Росаса і, рушивши на схід, перетнув річку Уругвай, наступаючи на Серріто. Орібе віддав наказ своїм військам зупинити ворога, але ті раптом відмовилися підкоритися. Незабаром Уркіса підійшов до Серріто, й Орібе був змушений капітулювати. Переможці зберегли Орібе життя, але натомість він був повинен відмовитись від будь-якої політичної діяльності, оселившись у селі на фермі.
Після виходу у відставку Мануель Орібе прожив ще шість років, померши 1857.

## Родина
8 лютого 1829 року Мануель Орібе одружився зі своєю племінницею Агустіною Контуссі-і-Орібе. Вони мали чотирьох дітей. Ще раніше, 1816, у нього народилася дочка Кароліна від акторки Тринідад Гевари.